# История пенитенциарных учреждений со Средних веков до начала XX века
История пенитенциарных учреждений со средних веков до начала XX века — история тюрем, каторжных заведений и прочих мест лишения свободы.

## Теория
Совокупность теоретических, исторических и практических сведений об устройстве и управлении тюрем, а также о способах достижения целей наказания посредством лишения свободы — составляет особое учение, называемое тюрьмоведением (Gefängnisskunde, Science pénitentiaire). С развитием идеи исправления в наказании расширились и задачи тюрьмоведения; в круг их теперь входит исследование и критика не только тюрьмы в конкретном и абстрактном смысле, но и целого ряда народившихся в течение времени институтов, имеющих целью восполнить пробелы и недостатки тюремно-исправительного режима; сюда относятся патронаты (см.), колонии для несовершеннолетних, специальные исправительные дома, представляющие собой переходную степень от заключения к свободе, досрочное освобождение, полицейский надзор. Тюрьмоведение широко пользуется данными психологии, антропологии, гигиены, государственных и юридических наук, этики, педагогики. Зародившись в конце XVIII в., тюрьмоведение являлось первоначально лишь сводом сведений о тюрьме Выдающимся деятелем этого периода является Говард. Дальнейшему развитию тюрьмоведения много способствовали, начиная с сороковых годов XIX в., тюремные или пенитенциарные конгрессы, а также специальная периодическая литература. В качестве места заключения тюрьма существовала ещё в отдаленнейшие века.

## Классификация

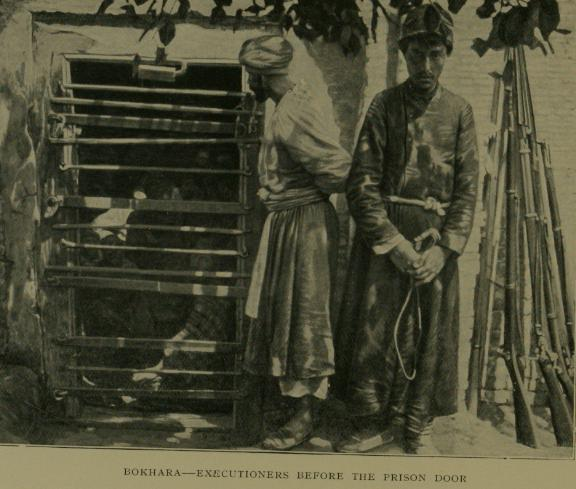
Средневековая тюрьма (Зиндан) в Бухаре в начале 20-го века

Начиная с средних веков, постепенно выделились следующие виды тюрем:
- тюрьмы в тесном смысле слова для отбытия наказания за менее тяжкие преступления и за проступки
- арестантские отделения
- смирительные дома (Zuchthäuser)
- каторжные
- тюрьмы предварительного заключения
- пересыльные
- военные
- для несовершеннолетних
- для увечных, больных и анормальных (Invaliden-Gefängnisse)
- переходные (intermediate prisons в ирландской системе)
- политические
- для военнопленных (английские концентрационные лагеря для буров в Южной Африке)
- для несостоятельных должников
- мужские и женские.

В абстрактном смысле род наказания, поражающий одно из главнейших благ человека — свободу. По своим свойствам тюремное заключение как наказание отличается:
- делимостью; тюремное заключение может назначаться на любые сроки и даже при пожизненном заключении делимость достигается посредством досрочного освобождения. Наивысшими сроками считались: во Франции 20 лет (при рецидиве 40), в Германии — 15 (Zuchthaus); Бельгии — 20 для общего и 10 для одиночного, Голландии — 20; в России — 2 года для тюрьмы и 6 лет для арестантских отделений.
- Восстановимостью, конечно, до известной степени, так как по отбытии наказания возможна только реабилитация самого преступника; но во всяком случае во время пребывания в заключении восстановимость наказания может быть легче достигнута, нежели при других наказаниях, исключая только имущественных;
- простотою применения: не требует таких дополнительных и неудобных условий, как передвижение арестантов при ссылке и т. д.;
- гуманностью: не оскорбляет чувства человеческого достоинства и сострадания;
- индивидуализированием: может быть легко изменяемо согласно личным особенностям заключенных, для достижения чего служат разнообразные системы тюремного режима и различные типы мест заключения;
- нравственными и умственным воздействием наряду с физическим: в тюрьме возможны мастерские, школы, посещение арестантов духовными лицами, беседы и т. д.

## История

### Древность
В древности тюрьмы устраивались для «сохранения» преступников, пленных и неоплатных должников, как частных, так и государственных, а также и для усиления других наказаний и для приведения в исполнение различных казней. Как должник государству был заключен в афинскую тюрьму Мильтиад. Там же томился Сократ в ожидании своей казни.
В Риме с легендарных времен Сервия Туллия существовало ужасное подземелье, так называемое Туллианум, в котором умер от голода пленный Югурта, а впоследствии от заразных болезней погибло огромное количество христиан.

### Средние века и ранее Новое время
Широко практиковалось заключение пленных, должников, преступников и политически вредных лиц в монастырских кельях, в башнях крепостей и рыцарских замков и в городских ратушах. Печальную известность приобрели тюрьмы — Тауэр в Лондоне, тюрьма во Дворце дожей в Венеции и подземелья Нюрнбергской ратуши.
Развившееся после крестовых походов массовое нищенство, которое не поддавалось самым жестоким членовредительным наказаниям, послужило поводом к учреждению в Европе первых смирительных домов (Zuchthäuser).

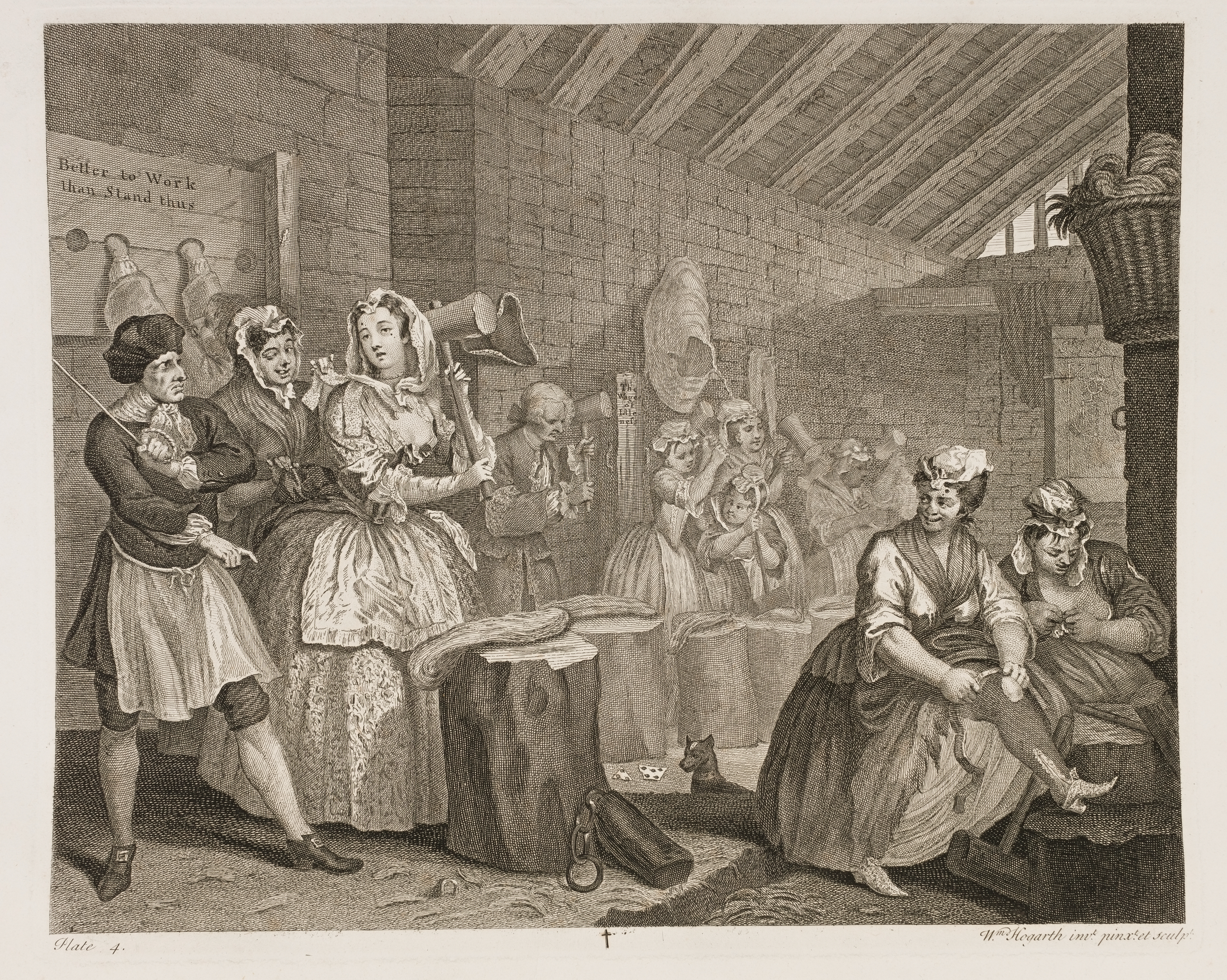
Картина Уильяма Хоггарта из серии «Карьера проститутки». Проститутка Молл в тюрьме Брайдуэлл. Она отбивает пеньку для петель палача, в то время как тюремщик угрожает ей и заставляет работать.

Подобный дом — House of correction был устроен в Лондоне в 1550 г.; затем в 1588 г. — в Амстердаме и специальный дом для помещения нищих детей в Нюрнберге; в 1613 г. — в Любеке, в 1615 г. — в Гамбурге и в 1682 г. в Мюнхене. Туда заключались, однако, не только бродяги, нищие, разного рода преступники, но и рабочие и слуги за леность и дерзкое поведение. Вследствие этого смирительные дома вскоре переполнились и превратились в очаги разврата и заразных болезней (тюремный тиф).

### Конец XVIII столетия
В том же ужасающем положении оставались все почти тюрьмы в течение XVIII стол. Тюремные помещения были низки, узки, без достаточного света и воздуха. Женщины, мужчины, дети содержались вместе; пища давалась скудная, обыкновенно хлеб и вода; постелью служили связки гнилой соломы на земляном, пропитанном подпочвенной водой полу. Таковы были тюрьмы в Англии, по описанию Говарда, но то же представляли собой и тюрьмы в других государствах, как, напр., парижская Бастилия. Отрадное исключение составляли Нидерланды, где благодаря более гуманным взглядам на наказание и тюрьмы отличались достаточным порядком, надзором и организацией работ. В 1775 г. была выстроена в Генте особая тюрьма. (Maison de force), в которой заключенные работали днем вместе под строгим надзором, а ночью водворялись в отдельные камеры. Кроме ночного разобщения арестантов, имевшего целью охранение нравственности арестантов, в Генте впервые введена была и другая исправительная мера — распределение заключенных по их нравственным качествам на отдельные группы. Таким образом, гентская тюрьма была первая, в которой преследовались цели исправления преступников.

#### Распределение заключенных на отдельные группы
Вместе с усилением значения тюрем не только как меры репрессивной, но и исправительной для достижения этих новых целей возникают несколько типов тюрем, главнейшее отличие которых заключается в способе размещения арестантов.
а)  Общее заключение. Понимаемое как мера репрессивная, оно предполагает простое помещение арестантов в общих камерах с одинаковым для всех режимом; но как мера исправительная она требует известного комбинирования арестантов, чтобы посредством самого размещения их, совершенно внешним путём, достигать намеченных целей исправления, то есть воспитания в преступнике социальных чувств, порабощения в нём злой, протестующей воли и приучения к постоянному труду. Для охранения и укрпления в преступнике элементарных социальных чувств, основывающихся на простых требованиях морали, достаточно уже отделение мужчин от женщин и несовершеннолетних от взрослых, так как этим предотвращается разврат. Такое отделение считается в настоящее время первым необходимым условием всякой благоустроенной тюрьмы.
Наряду с этим признается рациональным для достижения тех же нравственных целей разделение арестантов сообразно степени их моральной испорченности; это так называемая классификация по нравственным признакам. Попытки такой классификации не приводили пока к благоприятным результатам. Неудачи эти не дают, однако, права признавать несостоятельность самой системы, а объясняются вернее несоответствием этой классификации современному положению тюремного дела и уголовной репрессии, ещё мало считающейся с нравственным обликом каждого преступника в отдельности. Классификация по нравственным признакам требует от тюремного персонала живого нравственного общения с арестантами и основанной на научных психологических знаниях особой наблюдательности, то есть такой подготовки, которая пока ещё недостижима.
Попытки такой классификации делались в Бельгии, Швейцарии, Пруссии, Англии. Обыкновенно арестанты делились на три разряда: хорошие, дурные и средние; но деление бывало и более многообразное, более чем на 10 групп. Тюремное начальство, однако, находилось постоянно в полнейшем затруднении, не зная, какими признаками следует руководствоваться, а в результате получился полнейший бардак. Как на более пригодную из классификаций, стали указывать на классификацию по внешним признакам. Здесь на тюремный персонал не возлагается особых задач, требующих психологической наблюдательности: арестанты разделяются просто по роду работ (столяры, слесаря, кузнецы и т. д) или по помещениям и численным группам, человек по 20-30; затем по различным родам лишения свободы и по характеру совершенных преступлений: рецидивисты и тяжкие преступники отдельно от других, также и осужденные за маловажные проступки.
Классификация по роду работ введена была в мюнхенской тюрьме, устроенной по системе Обермайера, а по характеру преступлений — в женевской тюрьме, по системе Обанеля; в ней различались 4 группы:
- рецидивисты и осужденные за тяжкие преступления;
- осужденные за менее тяжкие преступления;
- за проступки;
- малолетние и исправляющиеся.

#### Приучение арестантов к регулярному труду
Имеет классификацию по роду работ также тюрьма Св. Якова в швейцарском кантоне С.-Галлен. Такие тюрьмы, как мюнхенская и с.-галленская, наиболее отвечают одной из исправительных целей, именно приучению арестантов к регулярному труду. Другой цели — порабощению протестующей, злой воли — отвечает б) смешанная, или обернская,  система (Оберн, город в штате Нью-Йорк), которая основана на особом режиме.

#### Обязательное молчание
Главной основой является обязательное молчание, а затем также разобщение на ночь. Обязательное молчание несомненно сильное средство, производящее влияние даже на наиболее привычных преступников. Заключенным запрещается даже глядеть по сторонам и входить в сношения друг сдругом при помощи знаков. Тюрьма в Оберне, рассчитанная на 550 заключенных, с таким же количеством отдельных келий для ночного разобщения, была окончательно устроена в 1820 г. Утром арестанты выпускались из келий и препровождались в общие мастерские. Там они работали под строгим надзором в полнейшем молчании, которое продолжалось и за обеденным столом, причем для уменьшения соблазна завести сношения с соседями все обедающие рассаживались лицом в одну сторону. В томительном, мрачном молчании проходил весь день; за всякое нарушение режима полагалось немедленное взыскание, заключавшееся в ударах кнутом, который находился постоянно в руках надзирателей. Подвергались наказанию кнутом не только за сказанное слово, но и за всякую рассеянность во время работы. Вечером арестанты разводились снова по кельям и стоя слушали вечернюю молитву, произносимую священником в коридоре. Выносить подобный режим могли только немногие, вследствие чего дисциплинарные наказания за несоблюдение молчания достигали ужасающей цифры. При всей жестокости этого режима, производимое им в области психической и волевой жизни преступников разрушение оказалось настолько очевидным, что в Соединённых Штатах в самое непродолжительное время было выстроено до 13 тюрем этого типа и, между прочим, обширная тюрьма в Синг-Синге (Singsing), близ Нью — Йорка (в 1825 г.), с 1000 келий.

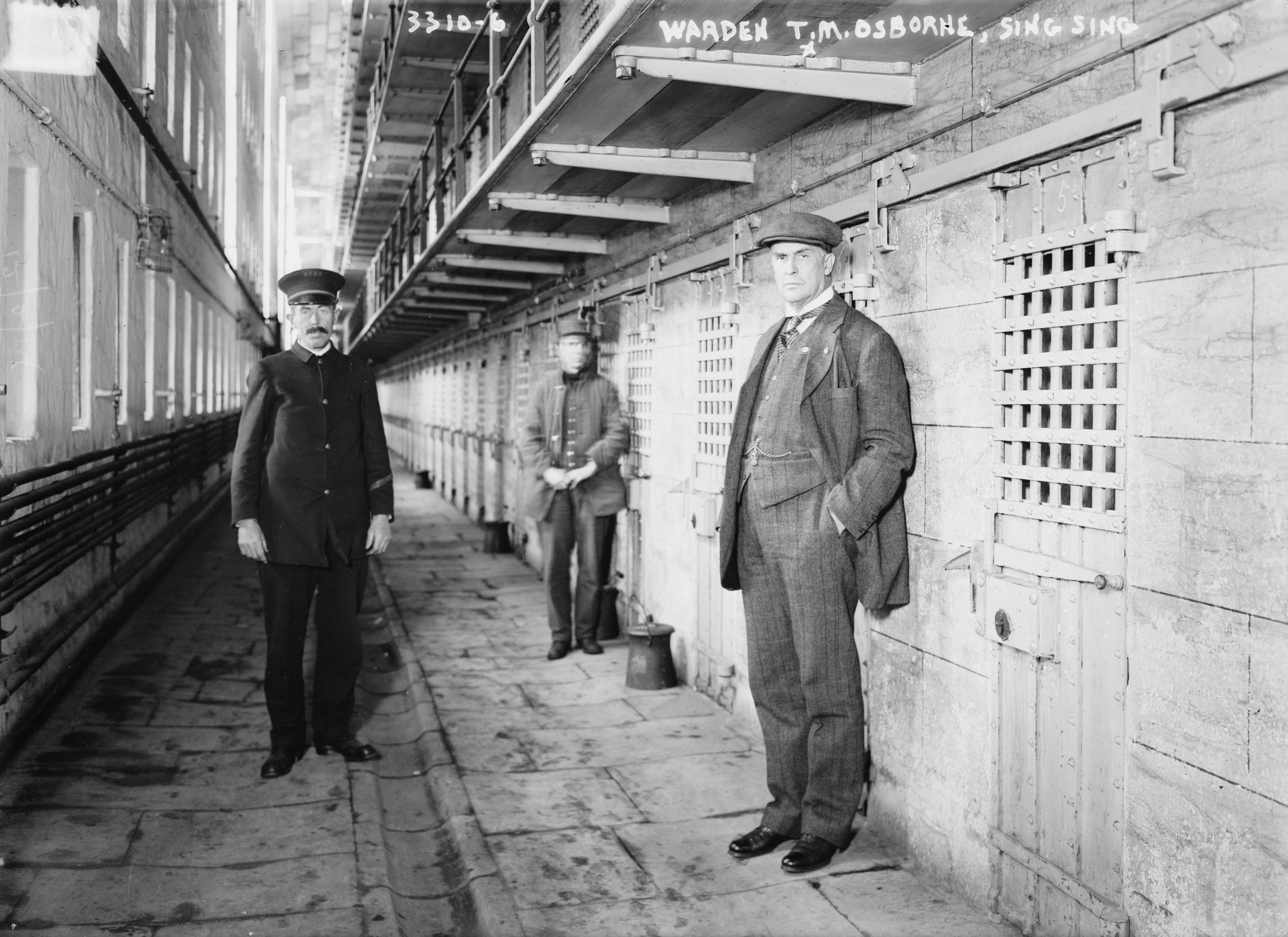
Коридор в Синг-Синге

Обернская система быстро проникла также и в Европу и прочно основалась во Франции, хотя и претерпела значительные смягчения. Заключение свыше одного года отбывается во Франции в тюрьме с общим заключением — maisons centrales, которые подразделяются на maisons de force (они служат также заменой для женщин каторжных работ) и maisons de correction. В них нет ночного разъединения по кельям, и, конечно, поддержание режима молчания ночью крайне затруднительно; да и во время дневных работ преследуются только разговоры, но не каждое произнесенное слово. Строже соблюдается режим молчания в Англии. С 1833 г. он был введен в вэкфильдской тюрьме, а затем и в других и проводился весьма сурово. Принят был он также и в известной женевской тюрьме, устроенной д-ром Обанелем. Здесь наряду с молчанием принимались ещё и другие меры. Поступавшего в Т. арестанта вводили с завязанными глазами и оставляли в одиночной келье от 3 дней до 3 месяцев. Режиму молчания во всей его строгости подвергались, впрочем, только рецидивисты и тяжкие преступники; для других же категорий преступников делались более или менее значительные послабления. Режим молчания всегда оказывался не легко применимым; на практике все ограничивалось формальным надзором низших служителей, которые пользовались своим правом наказания весьма широко и проявляли обыкновенно свою власть при всяком малейшем нарушении дисциплины. Такой способ осуществления режима молчания, очевидно, может вести только к озлоблению арестантов, одаренных от природы несокрушимой силой воли, и к полному извращению психической жизни слабохарактерных. В обоих случаях обернский режим перестает быть исправительной мерой. Как и при классификации нравственной, применение системы молчания требует от тюремного персонала понимания смысла и цели вводимой меры и не может ограничиваться лишь внешним, формальным её исполнением.

#### Одиночное заключение

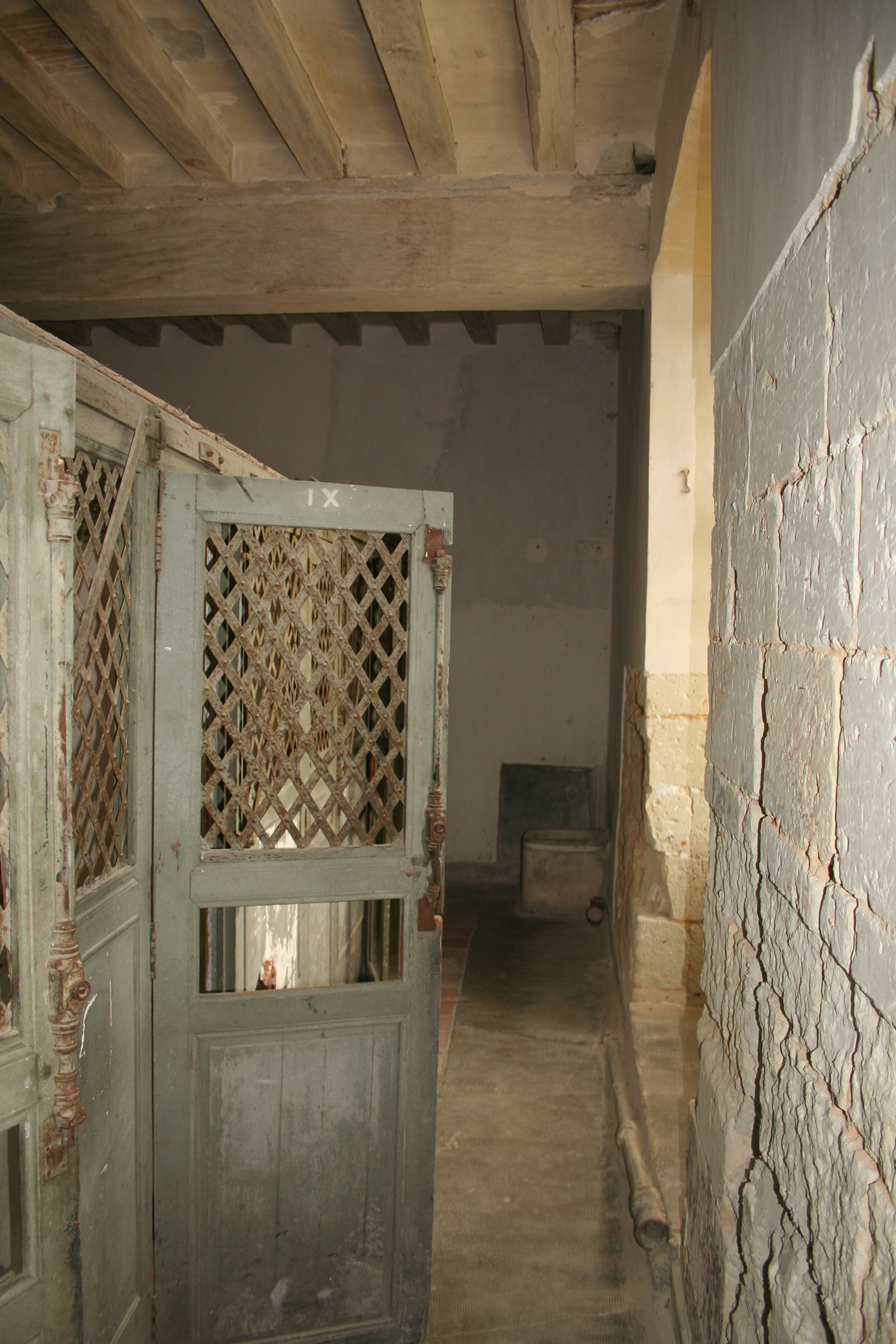
Тюремная камера в аббатстве Фонтевро, Франция, которое было превращено в тюрьму в 1804 году

Этот тип более, чем общее заключение, считается проводником исправительных тенденций наказания. Прежде всего потому, что легче исправлять отдельные единицы, нежели целые группы, составляющиеся совершенно случайно из всевозможных преступников. При общем заключении приходится считаться не только с индивидуальным противодействием, но и с новым неблагоприятным психологическим фактором, то есть психическим настроением толпы, подчиняющимся иным законам, чем те, которые управляют волевой жизнью отдельного индивидуума. А затем, при одиночном заключении арестант изолируется вполне от новых тлетворных влияний, которые могут быть вызваны совместным заключением, благодаря чему борьбу приходится вести только с тем злом, которое укоренилось в преступнике ещё до тюрьмы. Кроме того, одиночное заключение представляет то преимущество, что преступник, оставаясь наедине с своей совестью, имеет возможность, не развлекаемый постоянным общением с другими людьми, подвергнуть строгой и беспристрастной критике всю свою прошлую жизнь. С целью усиления такого благотворного движения совести приступлено было к разъединению арестантов не только с другими заключенными, но и со всем живым миром, не исключая надзирателей и всего тюремного начальства. Таким образом возникла келейная система. Полное обособление от всего внешнего мира практиковалось ещё в Средние века и в особенности во Франции с XVII стол. Для того, чтобы избавиться от непреступных, но опасных в политическом или ином отношении лиц, устраивались, преимущественно при монастырях и крепостях, подземные клетки (cachots, gênes), в которых заключенные как бы заживо погребались (человек с железной маской). Заточались в подобные «клетки» и духовные лица, совершившие что-либо преступное. Для них более, чем для других, считалось необходимым полнейшее уединение и молитва в тиши камеры. Уже совершенно другое значение имела устроенная в Риме при папе Клименте XI тюрьма Св. Михаила, в которой имелись одиночные кельи для несовершеннолетних; одиночное заключение должно было служить целям исправления.
На ту же мысль об исправительном значении полного уединения навело американских квакеров в XVIII столетии их суровое религиозное чувство. Они задумали устроить тюрьму как место покаяния (penitenсe). С этой целью к старой тюрьме на Вальнут-Стрит они сделали (в 1790 г.) новую пристройку с 30 одиночными камерами, каждая в 8 фт. длины, 6 — ширины и 9 фт. вышины; свет падал из окошка, прорезанного на высоте 6 фт. от пола; отапливались камеры из общего коридора. Для прогулки арестанты выводились на двор. Это было началом одиночного заключения как особого типа тюрьмы. Но этот опыт продержался недолго в первоначальном виде. Вместе с приростом населения и с экономическими бедствиями в период войны — тюрьма переполнились, и одиночные камеры стали служить только ночными помещениями. Так шло до 1818 г., когда в штате Пенсильвании постановлено было построить одиночную тюрьму в Питсбурге, которая была закончена только в 1826 г. Постройка подобной же тюрьмы близ Филадельфии затянулась до 1836 г. Питсбургская тюрьма была выстроена по кругу, филадельфийская — в виде радиусов, исходящих из одного центра; радиусов-флигелей 7; внутри коридоры с 582 камерами; для уединенной прогулки арестанта за каждой камерой, за двойной дверью, находится отгороженный, защищенный высокими стенами дворик шириной с камеру и длиной в 15 фт.

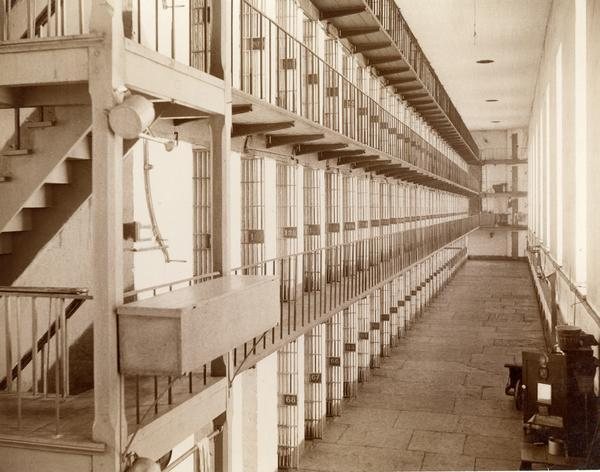
Тюремный коридор в тюрьме штата Висконсин

Центральный проход в Алькатрасе

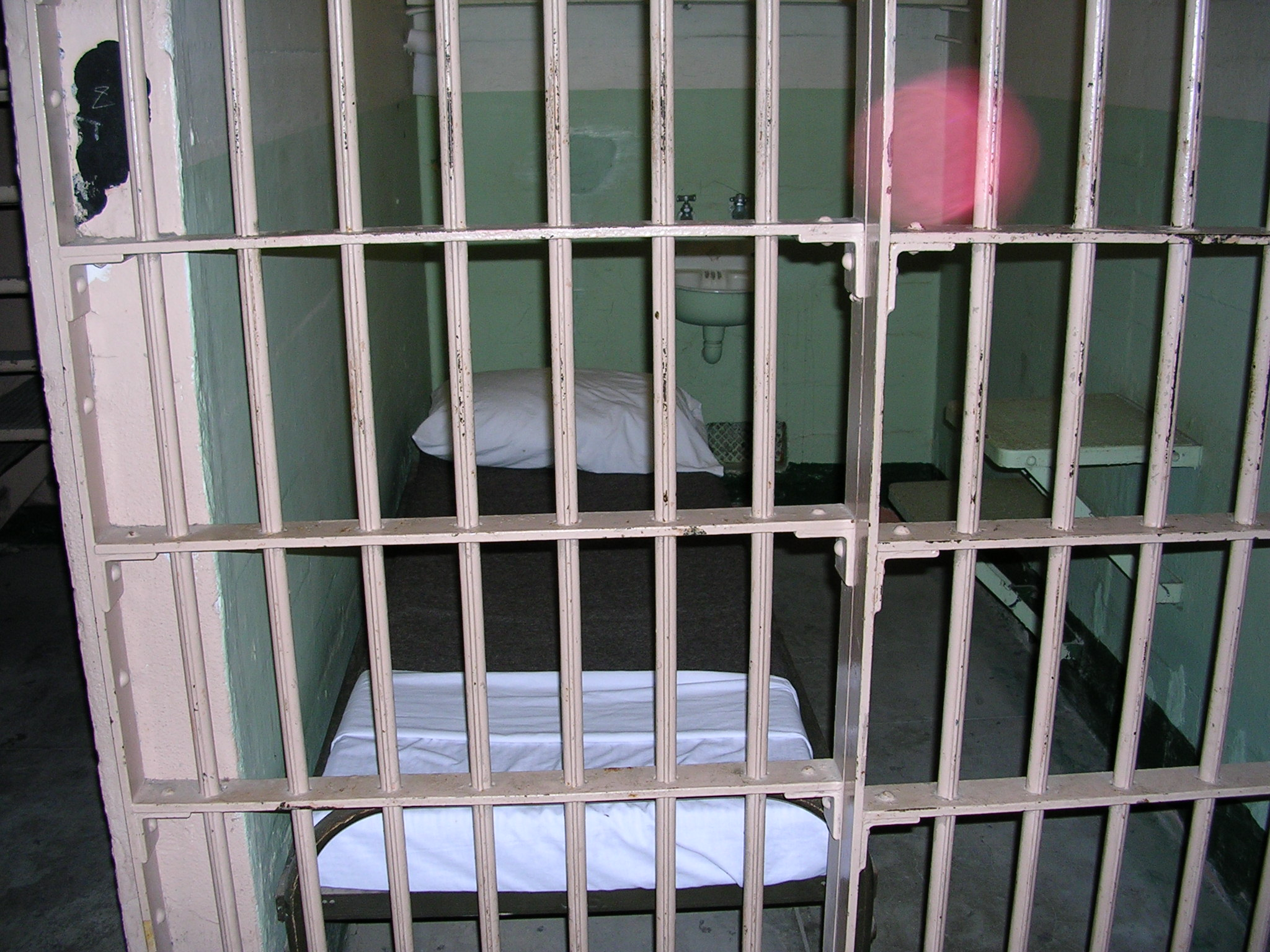
Камера у прохода «Бродвей» в Алькатрасе

В центре постройки помещается комната главного надзирателя, откуда он может следить по радиусам за всеми коридорами и камерами. В каждой камере находится кровать, стол, стул, умывальник, клозет, устроена вентиляция; размеры камер 18 х 7 ½ х 16. Вновь поступающего проводят через двор с завязанными глазами, чтобы он не мог видеть расположения Т. Затем, снабдив его всем необходимым, его запирают в камеру и предоставляют размышлению наедине с самим собой; в келье арестант может иметь только Библию. Тюремное начальство с первых же дней начинает изучать его; работа дается ему не скоро, в виде утешения в одиночестве; свидания с родными не допускаются вовсе. Единственные люди, которых видит заключенный, это — надзиратели, сторожа, священники и члены религиозно-благотворительного общества. Таким образом, в филадельфийской тюрьме не было полного разъединения со всем миром. Работа и чтение служат для содержащихся в ней большим развлечением. Это вызвало в первое время немало нареканий. Но были и горячие защитники, как, например, известный юрист Ливингстон, который доказывал, что тюрьма должна представлять собой не только место заключения, но и исправления путём приучения преступников к труду. С первых же лет сказались преимущества одиночной тюрьмы: побегов стало меньше, заговоры и совместные протесты, а также развращение арестантов оказались невозможными.
Но полное разъединение со всем обществом, запрещение переписки даже с родными доводило многих до сумасшествия; заболеваемость достигала высокой цифры; нравственное состояние заключенных было постоянно угнетенное; в них развивалось безучастное отношение ко всему существующему. В подражание филадельфийской тюрьме впоследствии были устроены кельи и в обернской тюрьме для особо упорных арестантов; эта реформа была введена исключительно в видах устрашения преступников, так как уже тогда сомневались в исправительном влиянии полного обособления арестантов. Вскоре система строгого келейного заключения подверглась всеобщему осуждению, и при дальнейших подражаниях филадельфийской тюрьме принимался значительно смягченный и менее суровый режим. Удержалась старая келейная система до сих пор только в Англии и то только в виде исключения, для осужденных на каторжные работы, причем содержание в келье не может длиться более 9 месяцев. Одиночное заключение, как особый тип тюрьмы, признаваемый современной доктриной, отличается от старой келейной системы меньшей изолированностью преступника: сношения с затюремным миром признаются необходимыми, и отделение арестанта требуется только по отношению к его сотоварищам по заключению. Разъединение же его со всем обществом считается в настоящее время прямо противоречащим главной задаче тюрьмы — социализации преступника. Для социализации преступника необходим свободный допуск к заключенному всего того, что может служить к подкреплению и обновлению в нём нравственной личности.

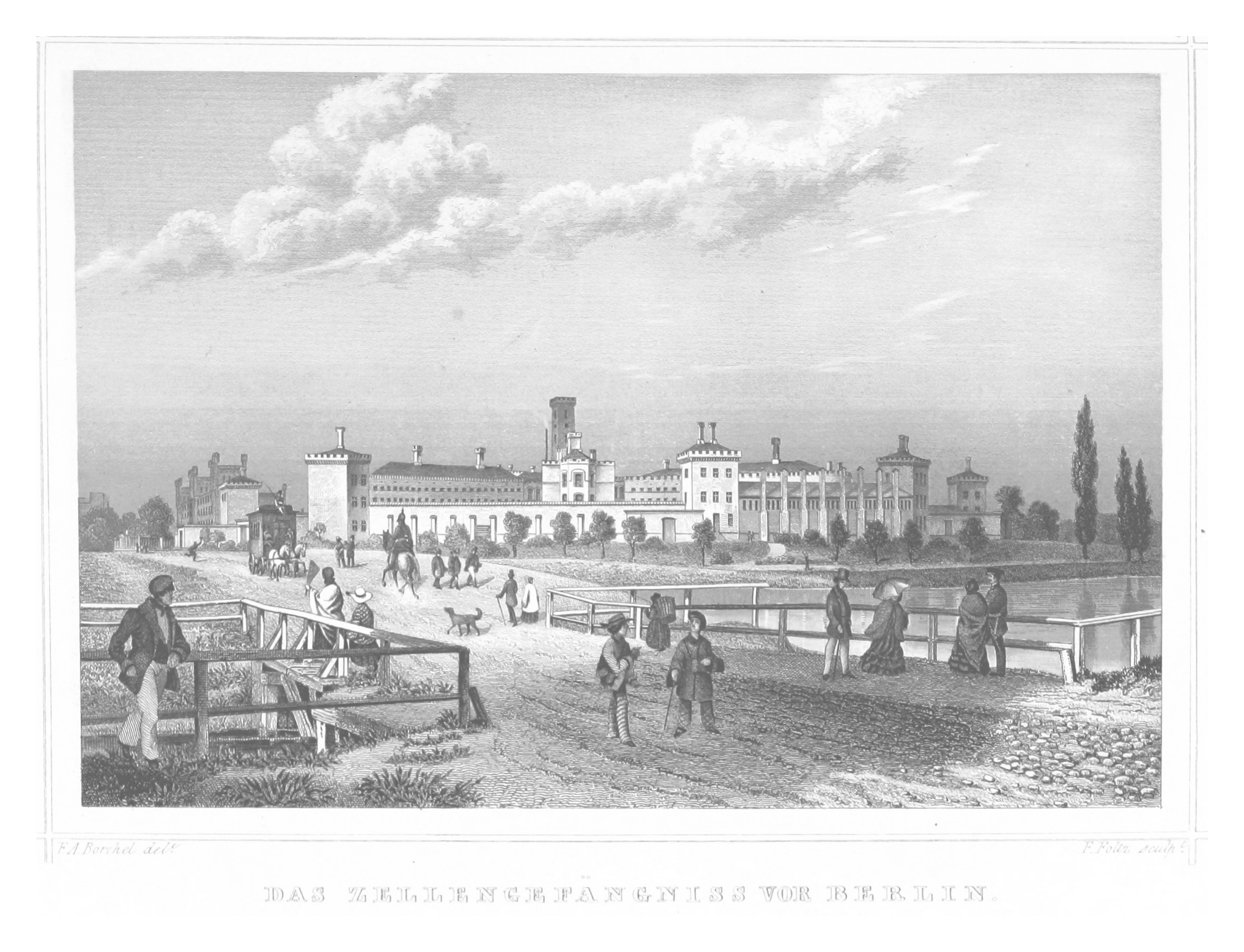
Моабитская тюрьма, 1852 год

По типу большинство европейских одиночных тюрем близко подходило к пенсильванской системе. Таковы, например, Моабитская тюрьма в Берлине и тюрьма в Брухзале в Бадене. Моабитская тюрьма была построена по плану, напоминающему филадельфийскую тюрьму; в ней 4 флигеля, сходящихся в одном центре и имеющих по 3 этажа. В середине каждого флигеля проходит высокий (во все 3 этажа) и светлый коридор. Камеры расположены правильными рядами с дверьми, открывающимися на чугунные галереи. Эти галереи соединяются между собой мостиками и лестницами. Таким образом, за всеми 520 камерами можно наблюдать сразу из одного центрального пункта. Размеры камер: длина — 12 фт., шир. — 8 фт., вышина — 11 фт. Освещаются они небольшими окнами; в дверях проделаны форточка для передачи всего необходимого и круглое небольшое закрывающееся отверстие, которое позволяет незаметно для арестанта постоянно наблюдать за ним. В каждой камере имеются постель, стол, скамья и этажерка для необходимых принадлежностей, инструментов и книг; из посторонних предметов разрешается держать цветы и птиц в клетках, но только в случае благонравного поведения заключенного. Работы обязательны для всех; арестанты, занимающиеся одинаковым мастерством, помещаются по возможности рядом на одной галерее, чтобы облегчить мастерам надзор за работами заключенных и обучение их мастерствам. В часы работы все камеры обращаются в маленькие мастерские; отовсюду слышен шум инструментов и ручных машин. Водят арестантов только в школу и церковь, но и там размещают их по отдельным будкам, так что они не видят друг друга. В церкви устроены три яруса будок, более чем на 200 чел.; в школе один ярус с 39 будками; лицом арестанты обращены к пастору или учителю и отделены друг от друга глухими деревянными стенками. Дворы разделены на просторные коридоры с высокими стенами, где арестанты прогуливаются, находясь под общим наблюдением надзирателя, который помещается на возвышенном пункте в центре. Выводят из камер арестантов в шапках с большими козырьками и даже в масках. Ежедневно совершаются обходы всех камер директором, смотрителями, доктором; обязательны также посещения их священником. Хозяйственными работами (кухня, прачечная и т. д.) занято постоянно до 80 арестантов, которые содержатся в общем заключении; в такое же заключение переводятся и арестанты, которые не могут вынести одиночного; их помещают в особое отделение Моабита, находящееся в 2-х верстах от центрального здания. В отделении заключенные занимаются земледельческими работами и пользуются сравнительной свободой. 
По тому же плану, с тем же почти режимом, была устроена и тюрьма в Брухзале, только здесь были камеры больших размеров, с хорошей вентиляцией, нормально освещенные; открыта эта тюрьма была с 1848 г., Моабитская — с 1844 г.
Наибольшая продолжительность заключения в германских одиночных тюрьмах равняется 3 годам. Свыше этого срока оставлялись в одиночных камерах только те из приговоренных на более продолжительное время арестантов, которые сами пожелают остаться при прежнем режиме. Вообще, одиночное и общее заключение считались в Германии эквивалентными и могли быть заменяемы одно другим без сокращения или увеличения сроков. При таких условиях постройка тюремных зданий по тому или другому типу оказывается безразличной, так как одно и то же наказание отбывается как в общих, так и в одиночных камерах.
Иначе оценивалась тяжесть одиночного и общего заключения в Бельгии. Закон 4 марта 1870 г., признавая одиночное заключение более тяжким или скорее достигающим цели исправления, предписывает в случае замены общего содержания арестантов одиночным сокращать им срок заключения по прогрессивной системе: первый год общего заключения приравнивается 9-месячного одиночного; со следующих 4-х лет делается скидка уже не 3 — х месяцев, как за первый, а по 4 мес. с каждого года; затем по 5-ти мес. и т. д., а за 17-й — 20-й год даже до 9-ти мес. ежегодно, так что 20-летнее заключение в общей тюрьме приравнивается 9-ти годам и 9 мес. содержания в одиночной. 
Со времени издания этого закона почти все бельгийские тюрьмы были перестроены по типу одиночных, и на конец XIX века Бельгия, а также и Нидерланды были государствами с наиболее распространенной одиночной тюремной системой. Характер общего наказания она получила и во Франции по закону 5 июня 1875 г., в силу которого одиночному содержанию подвергаются все приговоренные к заключению на сроки не свыше 1 года и 1 дня, а также находящиеся под судом и следствием.

#### Прогрессивная, или ирландская, система
Прогрессивная, или ирландская, система, выработанная капитаном Уолтером Крофтоном и введенная в Ирландии законом 7 августа 1854 г. (Irish prisons act), стремится к социализации преступника посредством возбуждения в нём стремления к самодеятельности и постепенного перевода его из разряда отверженных в среду полноправных граждан. Для этой цели долгосрочное наказание отбывается по степеням (всего 4) с последовательным смягчением режима. Первую степень составляет одиночное заключение в течение 9 мес. (для женщин 4 месяца), причем (4 первых месяца) арестант при самой тяжкой работе получает только вегетарианскую пищу, а затем уже переводится на смешанную пищу и более легкую работу. При хорошем поведении срок одиночного заключения может быть сокращен на 1 месяц, а в обратном случае продлен на целый год. Вторая степень заключается в совместной с другими арестантами дневной работе с разобщением на ночь и делится на 5 классов: разряд испытуемых, в который поступают только арестанты, отличавшиеся дурным поведением в одиночном заключении, 3, 2 и 1 класс и, наконец, специальный класс.
Это деление основано на видоизмененной системе Маконохи, введенной им на принадлежавшем Великобритании острове Норфолк. Идея Маконохи, заключающаяся в том, что весь срок заключения должен быть переведен на соответствующее количество суточных трудовых задач (pensum), благодаря чему арестант, отрабатывая в день более одной суточной задачи, имеет возможность значительно сократить срок содержания в тюрьме, была применена в Ирландии следующим образом. Во время пребывания в 3-м, 2-м и 1 классе арестанту ежемесячно ставятся отметки с выдачей марок отдельно за поведение, затем учение и, наконец, за работу. В течение месяца арестант, смотря по тому, заслужил ли он отметку очень хорошо, хорошо или посредственно, может получить по каждой категории 1, 2 или 3 марки и в общей сложности не более 9-ти. Для перехода из 3-го класса во 2-й необходимо заработать 18 марок (баллов), на что в лучшем случае требуется 2 месяца (2 х 9 марок). Условия перехода в 1-й класс более тяжки, так как необходимо заработать 54 марки, что при наивысших отметках за поведение, учение и работу возможно только в 6 месяцев (6 х 9). Кратчайший срок пребывания в 1 классе равняется 1-му году, то есть получению 108 марок (12 х 9). При переходе в специальный класс марочная система более не применяется, и установленные приговором общие сроки содержания сокращаются прогрессивно, в зависимости от их продолжительности (сокращения бывают на 1/6, 1/5 1/4 и даже 1/3 остающегося срока). По прохождении всех 5 или последних 4-х классов арестанты переводятся в так называемые intermediate prisons, то есть особые переходные тюрьмы, составляющие третью степень наказания. В этих intermediate prisons тюремный режим почти совершенно отсутствует, и заключенные не только получают увеличенную плату за свою работу, но и пользуются относительной свободой, так как их отпускают в церковь, за покупками и т. п. без сопровождения стражи. Время пребывания в переходных тюрьмах также сокращается прогрессивно, в зависимости от зачтенного уже времени и продолжительности не отбытого ещё наказания. На весь остающийся затем по приговору срок арестанты переводятся в четвертую степень, то есть они пользуются условным досрочным освобождением по отпускным билетам, которые, однако, за дурное поведение на свободе во всякое время могут быть отобраны с заключением провинившихся снова в тюрьму.
Первоначально женщины отбывали первую и вторую степень наказания в монжойской (Mountjoy) тюрьме близ Дублина, мужчины же при переходе во 2-ю степень переводились на остров Спайк и затем уже в переходные тюрьмы в Смисфильде и Люске (Lusc Common), но впоследствии женщин перевели в Grangmorian prison, а мужчины стали отбывать наказание в монжойской тюрьме, причем смисфильдская переходная тюрьма была закрыта по денежным соображениям ещё в 1869 г., каковая участь, впрочем, ожидает и единственную ирландскую intermediate prison в Люске. Таким образом, в настоящее время ирландская система почти окончательно слилась с введенной в Англии probation system, главнейшая отличительная особенность которой заключается именно в отсутствии переходных тюрем.
В Англии одиночное заключение отбывалось: женщинами — в уокингской и фулемской тюрьмах; мужчинами — в Wormwood-Scrubs близ Лондона, а для совместных работ арестанты помещались в одну из 8 так называемых public works (главнейшие из них — в Портсмуте, на Портленде, в Дувре), имевших в общей сложности более 6000 мест.
Ирландская система оказала значительное влияние на весь европейский тюремный строй. Она введена почти без изменения в Венгрии, Хорватии, Боснии, а под влиянием возвышенных идей Крофтона большинство европейских государств допускает прогрессивное сокращение сроков содержания в зависимости от хорошего поведения арестантов и иных причин. Даже в США, на почве которой возник и развился тип пенсильванской одиночной тюрьмы, ирландская система оказала своё благотворное влияние: в 1877 г. построена была эльмирская тюрьма (Elmira — New-York), в которой была введена прогрессивная система с переводом арестантов из одиночного заключения в 1-м классе во 2-й и затем 3-й классы, отличающиеся более свободным режимом.
За ирландской системой нельзя не признать несомненных преимуществ уже потому, что она указывает наиболее верный путь к достижению одной из главных целей наказания — социализации преступника; но и эта система имеет свои существенные недостатки. Требуя постепенного перехода арестантов через целый ряд особых тюремных помещений, она отличается крайней сложностью и дороговизной; затем, воспитательное влияние прогрессивных тюрем ещё в большей мере, чем при других системах, зависит от степени образования и педагогических способностей тюремного персонала, и, наконец, ирландская система, отдавая преимущество исправительной цели тюрьмы, также не разрешает главной задачи — органического слияния противоречащих принципов: уголовной репрессии и социализации преступника. Таким образом, по настоящее время ещё не выработан, даже в теории, наилучший тип тюремных помещений — да и вообще возможность достижения в этом отношении полного единообразия подлежит сомнению, так как различие национального характера отдельных народностей (южане, северяне) не может не влиять на тюремный строй отдельных государств. Но независимо от типов тюрьме даже установление руководящих принципов лишения свободы, которая с отменой смертной казни и телесных наказаний является почти единственным способом уголовной репрессии, составляет пока задачу будущего. Главное препятствие к достижению этой цели заключается в предстоящей переоценке почти всех основ материального уголовного права, обусловливающих собой ту или иную конструкцию тюремной системы. Уже в настоящее время не подлежит сомнению, что уголовная репрессия должна дифференцироваться соответственно нравственному облику каждого отдельного преступника, а такая индивидуализация наказаний ещё более осложняет вопрос о практическом их осуществлении, в особенности в области лишения свободы осужденных преступников.

## Пенитенциарные учреждения в Европе в конце XIX века
В Германии существовали:
- Zuchthäuser —  долгосрочные тюрьмы от одного года. до 15 лет;
- Gefängnisse —  среднесрочные, до 5 лет;
- Haftgefängnisse —  краткосрочные, от одного дня до 6 нед.

В следующих тюрьмах содержалось свыше 1000 арестантов: в берлинской, грауденцской, бреславльской, верденской, кёльнской, познанской. Свыше 100 одиночных камер имели: Моабит (483), Брухзал, Вельхейден (408), Татибор, Херфорд, Нюрнберг, Бреславль, Мюнстер, Инстербург и Галле.
Во Франции имелись:
- mai sons centrales (réclusion) для заключения свыше 1 года и до 40 лет при рецидиве и бессрочного;
- краткосрочные и среднесрочные maisons d’arr ê t — преимущественно для находящихся под следствием;
- maisons de justice для приговоренных по суду присяжных
- maisons de correction для отбывающих наказание за проступки.

Кроме того, в Париже имелись: подследственная тюрьма с 1200 камер (стоила 5 мил. фр.), старая тюрьма — la Roquette, для временного содержания (до 1 года) приговоренных к ссылке или к смертной казни, и построенная в 1895 г. тюрьма Petite Roquette — для несовершеннолетних преступников.
В Австро-Венгрии для отбывания долгосрочных наказаний более чем в 10 лет служили тюрьмы: картгаусская, градисская, висницкая и львовская; затем в особых тюрьмах отбывались среднесрочные наказания и в Gerichtsgefängnisse — краткосрочные. Одиночные камеры (свыше 1000) находились в Картхаузе, пильзенской, штейнской тюрьмах и в Карлау. Свыше 1000 арестантов помещались в пражской, львовской и штейнской тюрьмах.
В Италии существовали: bagni, то есть каторжные тюрьмы с общим заключением и принудительной работой, соответствующие исправительным домам; Case di reclusione — для отбытия простого тюремного наказания, и case di correzione. В Перуджии и в Реджио были устроены специальные тюрьмы для хронических больных и слабоумных.
Великобритания, начиная с 1840-х гг., затратила громадные капиталы прежде всего на постройку больших каторжных тюрем (convict prisons) с одиночными камерами и прогрессивной системой наказания, а затем на увеличение числа и улучшение многочисленных, перешедших только в 1877 г. из рук местного самоуправления в ведение государства местных тюрем — liberty prisons, в которых, наряду с одиночным заключением на срок обыкновенно не свыше 2 лет, допускалась также и совместная работа. Первая большая одиночная тюрьма в Великобритании — пентонвильская, послужившая образцом для Моабита и других тюрем была открыта в 1842 г. и имела 520 отдельных камер. Затем, в течение последующих же 6 лет, построено было 54 новых тюрем с 11000 одиночных камер. С тех пор, благодаря отпуску огромных сумм из государственного казначейства, британские места заключения избавились от главнейшей язвы — переполнения тюрем.
В Швейцарии вследствие особенностей отдельных кантональных законодательств существовали тюрьмы различного типа. Женевская, устроенная по обернской системе, но с особой классификацией заключенных; санкт-галленская — с классификацией по работам; базельская, цюрихская, нейенбургская — со смешанной системой и лозаннская — с обернской. Несмотря на такое разнообразие тюрем, Швейцария представляла завидное исключение в том отношении, что на её тюрьмах иногда развивался белый флаг, то есть знак полного отсутствия заключенных.
Бельгия с 1840-х годов по 1885 г. не только успела улучшить свои старые тюрьмы, например гентскую, но и построила 25 новых одиночных мест заключения с 4775 камер. В гентской и лувэнской тюрьмах отбывадись каторжные работы и долгосрочные наказания, а в остальных (maisons secondaires) размещаются осужденные на более краткие сроки и подследственные арестанты.
Задачи  внешнего устройства европейских тюрем сводились к следующему: а) надлежащей охране заключенных; б) расположению камер согласно условиям тюремной системы и дисциплины; в) соблюдению требований гигиены; г) отведению особых помещений под церкви, больницы, мастерские, школы, а также огражденного места для прогулок арестантов; д) упрощению тюремных зданий и уменьшению строительных расходов. Последняя цель, по-видимому, более всего достигается постройкой средних тюрем, на 200—500 чел., так как здания меньших или больших размеров обходятся сравнительно дороже.

## Пенитенциарные учреждения в России
В России до Алексея Михайловича тюрьмы имели лишь значение места подследственного задержания, которое отбывалось в подземельях, погребах и застенках. С соборного Уложения 1649 г. тюрьма начинает применяться как дополнительная мера к членовредительным наказаниям. Весьма долгое время тюрьмы находились в ужасном положении; тюремные «сидельцы» брали с новоприбывающих «влазную деньгу» к явному мучительству бедным людям. Государство ничего не отпускало для прокормления колодников, возлагая эту обязанность на людей, приведших их, и на их хозяев. Но отбывалась она до того плохо, что правительство вынуждено было дозволять арестантам снискивать себе пропитание работой у частных лиц и даже милостыней. Публичное испрашивание милостыни арестантами нарушало, с одной стороны, общественное спокойствие в городах — так, в 1736 г. находящиеся в Москве колодники отпускались на связке для прошения милостыни без одежды, в одних верхних рубахах, а другие, пытанные, — прикрывая одни спины кровавыми рубашками, а у иных от ветхости рубах и «раны битые знать». Ещё в 1749 г. сенатом было усмотрено, что «многие колодники пытанные и в разодранных платьях таких, что едва тела лоскутьями прикрыты», стоя скованными на Красной площади и по другим «знатным улицам, необычайно с криком поючи, милостыни просят, також ходят по рядам и по всей Москве по улицам». С другой стороны, сборы с милостыни далеко не обеспечивали заключенных, оставляя неудовлетворенными самые насущные нужды. Ещё при Алексее Михайловиче арестанты просили скорее решать их дела, « чтобы нам, твоим сиротам, голодной смертию не умереть».
При Елизавете Петровне из содержавшихся в полковом полтавском секвестре колодников один «с приключившейся ему от голода пухлости умре», а прочим колодникам, более тридцати — как свидетельствовало донесение, — «по недостатку пищи тоже следовать может». Даже при Екатерине II в 1767 кн. Вяземский доносил о тюрьмах московского магистрата и розыскной экспедиции, что в некоторых казармах теснота превеликая, крыши ветхи и грозят обрушиться, подаяние арестантам не выдается особо, а зачитается в кормовую дачу, отчего при существующей дороговизне арестанты несут крайний недостаток в пище. Отсутствие всякой заботливости о нравственности арестантов было ещё поразительнее. До Екатерины II не было никаких попыток ввести в Т. работы, а тюремные сидельцы умирали без исповеди и причастия, несмотря на ходатайства правительственных органов перед духовенством и обращенные сенатом к Св. Синоду многочисленные настояния. В царствование Екатерины II тюремное дело России, однако, начинает проникаться новыми взглядами. «Наказ» строго отделяет подследственное задержание от заключения под стражу и ставит задачей последнего исправление или воспитание наказываемого с целью воспрепятствовать ему снова сделаться вредным членом общества. Не останавливаясь на одном провозглашении принципов, императрица старалась ввести свои начала в жизнь и общественное сознание и осуществила это в 1) централизации тюремного управления, которое до того времени находилось в руках различных ведомств, и в инструкции, данной наместникам; 2) в устройстве смирительных, работных и рабочих домов под ведением приказов общественного призрения и 3) в мерах улучшения быта арестантов. Из числа новых тюремных помещений для содержания лиц, арестованных по постановлениям судов, служили: рабочие дома, в которых изобличенные в краже и грабеже преступники должны были заниматься принудительными работами, а также смирительные дома, имевшие особые отделения для мужчин и женщин. Независимо от этого Екатерина II собственноручно написала не получивший, однако, её утверждения проект общего тюремного устава, основанного преимущественно на принципе разобщения мужчин от женщин и распределения арестантов на мелкие группы по 3 или по 2 человека в камере; в то же царствование, начиная с 1785 г., впервые стали вноситься в государственную роспись необходимые на содержание «колодников» суммы.
При императоре Александре I под влиянием проживавших в Петербурге английских филантропов, братьев Виннингов, наше законодательство обратило внимание на улучшение материального и духовного состояния Т., на тюремные работы, на религиозное воспитание и школьное обучение арестантов, а также на улучшение помещения и пищи заключенных; но значительная часть этой задачи не была приведена в исполнение, главным образом, вследствие неопределенности положения попечительных о Т. деятелей и многочисленности лиц, которым был поручен надзор за местами заключения. С изданием Улож. о наказ. 1845 г., установившего новые виды лишения свободы, в нашем законодательстве довольно ясно приводится мысль об исправительных задачах Т., но эти благие предначертания не получили и не могли получить практического осуществления вследствие полного отсутствия таких мест заключения, которые по своему устройству способствовали бы достижению намеченной цели. Изданные в то же время уставы о содержащихся под стражей и о ссыльных пошли ещё дальше, требуя последовательного перехода арестантов из низших в более льготные высшие классы соответственно поведению и работе заключенных, но и эта мера не принесла ожидаемой пользы вследствие отсутствии инструкции тюремному начальству, а в особенности потому, что тюремная работа, долженствовавшая служить главнейшим основанием при переводе из класса в класс, нигде не получила надлежащей организации и повсеместно отбывалась только для «видимости». Освободительные реформы имп. Александра II, в особенности закон 17 апр. 1863 г., заменивший телесные наказания разными видами лишения свободы, ещё более увеличили эту пропасть, которая издавна разделяла законодательные предначертания от их практического осуществления.
Собранные в 1865 г. министерством внутр. дел официальные сведения обнаружили всю непригодность Т. Почти все тюрьмы оказались ветхими и безусловно антигигиеническими; при невозможности устройства мастерских арестанты как в подследственных, так и в карательных Т. проводили все время заключения в полнейшей праздности; вследствие переполнения Т., доходившего иногда до 37 %, в одной камере содержались вместе лица, осужденные за самые тяжкие преступления, арестанты подследственные и отбывавшие наказание за незначительные проступки; по единогласному отзыву самих тюремных начальников, Т. представляли собой школы и рассадники преступления, в которых «хорошему человеку достаточно пробыть три дня, чтобы окончательно испортиться». Обнаружение всех язв нашего тюремного строя имело последствием образование целого ряда комиссий, не объединённых, к сожалению, общими задачами и работавшими вразброд, без органической связи с учрежденной для составления проекта нового уложения комиссией.
В 1871 г. на комиссию гр. Соллогуба возложено было составление предположений об устройстве мест заключения; в том же году комиссии под председательством сенатора Фриша был поручен пересмотр всей системы наказаний по Уложению; в 1873 г. Соллогубовский проект «положения о Т.» был передан в особый комитет под председательством члена Госуд. Совета Зубова, и наконец в 1877 г. все выработанные предположения были сосредоточены в учрежденной в составе Госуд. Совета комиссии под председательством статс-секретаря Грота. Единственные практические последствия всех этих работ выразились в законе 27 февр. 1879 г., образовавшем при мин. внутр. дел Главное тюремное управление, и в законе 11 декабря того же года — установившем отдельные виды Т. и устройства их сообразно началам одиночной и смешанной систем (см. выше). Открытое в 1879 г. Главное тюремное управление, приняв в своё ведение карательные учреждения в крайне расстроенном положении, немедленно же приступило к постройке новых Т., переустройству старых и к обращению в Т. казённых зданий и даже частных строений. Сделана была, кроме того, неудачная попытка устройства в Европейской России каторжных Т., которые в настоящее время переведены главным образом в Нерчинский округ и на о-в Сахалин. С 1879 по 1895 г. увеличен общий комплект мест в Т. с 61689 до 82190, при чём количество одиночных помещений доведено было до 6179, то есть до 7 ½ %.

### Организация тюремного управления в России до начала XX века
Изданным при Алексее Михайловиче уложением заведование Т. предоставлено было установлениям, ведавшим вообще уголовные дела: в Москве — земскому и разбойному приказам, а в других городах выборным должностным лицам — губным старостам и целовальникам. С отменой в 1702 г. губных учреждений дела последних, в том числе по управлению Т., были переданы в непосредственное ведение воевод, а позднее губернаторов. С изданием учреждения о губерниях местное заведование Т. перешло к губернским правлениям и образованным одновременно с ними приказам общественного призрения. В период всех этих преобразований мало-помалу стала сознаваться необходимость объединения общего управления тюремной частью в империи и учреждения для заведования этой частью на местах особых органов.
В составленном имп. Екатериной II в 1787 г. проекте предполагалось все Т. России подчинить «государственному надзирателю прав и правосудия». При учреждении в 1810 г. мин-ва полиции высшее управление Т. сосредоточено было в дпт. полиции исполнительной этого министерства, а с упразднением в 1819 г. министерства полиции департамент полиции исполнительной вошел в состав мин-ства внутр. дел, сохранив свои обязанности по управлению тюремной частью, которая и оставалась в его ведении вплоть до последнего времени. Независимо от этого ещё в XVIII в. за местами заключения был установлен, под высшим руководством генерал-прокурора, надзор прокуроров, причем состоявшим при коллегиях и при некоторых губернских местах прокурорам было вменено в обязанность иметь попечение о «колодничьих» делах. Указом 3 сентября 1733 г. было предписано губернским прокурорам смотреть за скорым и правильным «по указам» решением дел о колодниках, чтобы под видом ареста за недоимки крестьяне не содержались под караулом для употребления их в «собственные работы» губернаторов и воевод. Учреждение о губерниях 1775 года поручало прокурорам иметь попечение о прокормлении под стражей содержащихся и «чтобы дела сих людей скорее решение получали».
С образованием в 1808 г. министерства юстиции министру повелено было « оставаться» на основании инструкции генерал-прокурора, вследствие чего права прокурорского надзора по тюремной части остались без изменения. К органам административным и прокурорского надзора, наблюдавшим за тюремной частью, в конце 1819 г. присоединилось вновь образованное Общество попечительное о тюрьмах. С этого времени заведование тюремной частью распалось между департаментом полиции исполнительной и губернскими правлениями, с одной стороны, и с другой — Обществом попечительным о Т. с его губернскими комитетами и уездными отделениями. Основанное из частных лиц, общество это должно было иметь главною целью «нравственное исправление содержащихся преступников, улучшение состояния заключенных за долги и по другим делам людей», и ввиду таких задач общества с течением времени ему было предоставлено заведование всей хозяйственной частью Т. Пока общество, действуя под непосредственным руководством императора Александра I, соединяло в своей среде лучшие умственные силы того времени, оно пользовалось в деле управления тюрьмами преобладающим значением. Но с прекращением господства филантропического направления деятельность Общества стала ослабевать, а вместе с тем между администрацией и местными учреждениями его нередко стали возникать недоразумения и пререкания.
Вследствие чего в 1851 г. Общество подверглось коренному преобразованию. Изданный в том году новый устав Общества, введя в состав комитетов членов по должности, придал ему бюрократический характер. В 1855 г. оно было присоединено к мин-ву внутр. дел, при чём звание президента общества было присвоено министру; бюрократизация этого общества не принесла ожидаемой пользы, вследствие чего законодательство стало все более сокращать сферу его деятельности. В министерстве внутр. дел все административные и хозяйственные дела Т. разрешались министром в общеустановленном порядке. Тот же порядок удержался и после того, как в 1879 г. было образовано в составе министерства внутренних дел Главное тюремное управление. Наконец, по окончании комиссионных работ по составлению проекта нового уголовного уложения, выяснившего тесную связь законодательной постановки и практического осуществления тюремного дела, 13 декабря 1895 г. состоялось высочайшее повеление, в силу которого Главное тюремное управление присоединено к составу мин-ва юстиции с присвоением министру звания президента Общества попечительного о Т.
Ко времени издания высочайшего повеления 1895 г. центральное заведование Т. оказалось довольно сложным. Под объединяющим главенством министра внутренних дел арестантские дела рассматривались: главнейшие 1) в совете министра и 2) в особом Тюремном совете, 3) дела по надзору за содержащимися под стражей государственными преступниками — товарищем министра, заведующим полицией); 4) пересыльные арестантские дела — особым, подчиненным военному министру главным инспектором по пересылке арестантов и 5) все остальные — Главным тюремным управлением, в состав которого входили начальник управления, его помощник, тюремные инспектора и канцелярия. Наряду с этими учреждениями продолжало существовать Общество попечительное о Т., но в последнее время его деятельность в столицах ограничена исключительно сферой тюремной благотворительности. Передача тюремной части в ведомство министерства юстиции вызвала необходимость в соответственном изменении всего строя как центральных, так и местных тюремных учреждений, но выработанные в этом отношении комиссией сенатора Таганцева предположения ввиду их тесной связи с предстоящими реформами в области уголовного права, процесса и судоустройства не подвергались пока рассмотрению в порядке законодательном. Поэтому в настоящее время организация местного тюремного управления также представляется в том же виде, как и до издания закона 1895 г. Непосредственное заведование Т. в губерниях возложено на губернаторов, на общие присутствия губернских правлений и на особые образованные в их составе тюремные отделения, состоящие из тюремного инспектора и его помощника.
Учрежденная в 1890 г. тюремная инспекция введена была сначала в 5 губерниях, а в настоящее время в 24-х. Совместно с административными властями к выполнению на месте (исключая столиц) тюремных задач призваны также губернские комитеты и отделения попечительного общества. Губернские комитеты управляются: мужские — губернатором в качестве вице-президента или, в случае его отсутствия, одним из вице-президентов, число которых бывает от 3-х до 5-ти, а женские комитеты — председательницами, утверждаемыми высочайшей властью; мужские отделения в уездных городах — предстательствующими директорами, избираемыми в это звание вице-президентами комитетов. В состав губернских комитетов входят: 1) вице-президенты, к числу которых принадлежат губернатор, архиерей и прокурор судебной палаты. 2) Директора по должности: губернский предводитель дворянства, вице-губернатор, управляющие отдельными частями, губернский врачебный инспектор, городской голова, председатель губернской земской управы, губернский тюремный инспектор, товарищ прокурора палаты, прокурор окружного суда и губернский полицмейстер. 3) Директора, выбранные из числа членов общества и утверждённые в этом звании высочайшей властью и 4) члены общества обоего пола, избираемые из частных лиц вице-директорами.
Состав уездных отделений следующий: 1) председательствующий директор; 2) директора по званию, именно: уездный предводитель дворянства, благочинный, городской голова, уездный врач, председатель уездной земской управы, уездный член окружного суда, городской судья, тюремный инспектор, товарищ прокурорского окружного суда, полициймейстер уездного города и исправник; 3) директора по выбору и 4) члены общества из числа частных лиц. В противоположность столицам, комитетам и отделениям в губернских и уездных городах предоставлен более обширный круг деятельности. К числу их обязанностей, помимо тюремной благотворительности и нравственного и религиозного воспитания заключенных, отнесено также заведование всей хозяйственной частью в каждой отдельной Т. Поэтому в распоряжение комитетов и отделений поступают: 1) все суммы, отпускаемые казной на продовольствие арестантов пищей, на оборудование для них одежды, на тюремные больницы и на содержание тюремного персонала; 2) вносимые городами на отопление и освещение Т. суммы; 3) уплачиваемые кредиторами на содержание должников деньги и 4) всякого рода сборы и пожертвования. В настоящее время в хозяйственном заведовании комитетов и отделений остались только губернские и уездные Т., во всех же остальных арестантских помещениях — столичных Т., каторжных Т., исправительных отделениях, арестантских при полиции — хозяйственная часть ведется подлежащими правительственными властями. Независимо от перечисленных учреждений право надзора за Т. предоставлено ещё целому ряду должностных. лиц. За закономерностью содержания под стражей обязаны наблюдать чины прокурорского надзора; это право предоставлено по закону также и судьям, но с 70-х годов оно должно считаться фактически отмененным. Начальникам губернских жандармских управлений разрешено ознакомляться с положением заключенных, а корпусным командирам, начальникам дивизий и штабов вменено в обязанность осматривать содержащихся в гражданских Т. военных арестантов.
Непосредственное управление отдельными местами заключения вверено: начальникам Т. и их помощникам, помощникам начальника и смотрительницам, заведующим женскими отделениями, а по отношению к религиозному воспитанию арестантов — священникам и дьяконам; наблюдение за тюремной гигиеной возложено на врачей, фельдшеров и фельдшериц. Тюремная стража в настоящее время состоит из старших и младших тюремных надзирателей и надзирательниц, прежние же военные караулы имеются, в виде исключения, только при некоторых, особенно значительных Т. для подавления беспорядков вооруженной силой.
Бытовая почва, на которой исторически выросли наши Т., не представляла возможности введения какой-либо определённой тюремной системы в России. Даже и те отрывочные пенитенциарные предначертания, которые имеются в ныне действующем законодательстве, не получили пока надлежащего практического осуществления. В этом отношении устав о содержащихся под стражей предписывает: прежде всего безусловное отделение мужчин от женщин; малолетних и несовершеннолетних от взрослых; дворян, чиновников, «отменитых» разночинцев и иностранцев от людей низшего состояния; подследственных арестантов и подсудимых от лиц осужденных; «важных» преступников от «неважных»; неисправных должников от всех прочих. Затем закон наш требует безусловного одиночного заключения для всех «следственных» арестантов и допускает — факультативное помещение лиц, приговоренных к тюремному наказанию, в устроенные по системе одиночного содержания Т., но не более как на 1 ½ года. Сокращение сроков заключения установлено в следующих случаях: 1) в одиночных Т. в течение первого года содержания 3 дня приравниваются 4-м дням общего заключения, а за последующие 6 месяцев каждые 2 дня засчитываются за 3 дня определённого судом срока. 2) В арестантских отделениях десять месяцев пребывания в отряде исправляющихся считается за целый год. 3) Приговоренным к срочной каторге арестантам, поступившим на рудничные нерчинские работы или в каменноугольные копи Сахалина, каждый год работ считается за 1 ½ года содержания в каторжной Т. 4) Арестантам всех категорий, привлекаемым к работам по постройке Сибирской жел. дор., 8 месяцев работ считается за год содержания в Т. (ср. ст. Ссылка). Обязательные работы установлены: для приговоренных в каторгу или в исправительные отделения; для содержащихся в Т. лиц, ссылаемых по приговорам крестьянских обществ; и, наконец, для приговоренных в Т. арестантов, причем лицам, осужденным не за кражу, мошенничество и растрату, предоставлено право избрания того или другого из введенных в месте заключения занятий. Из дохода от арестантской работы за отчислением стоимости употребленных материалов заключенным должно выдаваться — приговоренным к Т. 4/10-х части, приговоренным в исправительные отделения — 3/10 и осужденным в каторгу — 1/10; из остающихся затем сумм одна половина поступает в доход казны, а другая в пользу Т. Большинство из этих постановлений до последнего времени осталось мертвой буквой. Несмотря на все усилия главного тюремного управления, направленные к расширению старых и постройке новых тюремных помещений, наши Т. и в настоящее время в значительной степени переполнены. По отчету за 1894 г., во всех Т. (исключая сахалинской каторги, арестных домов и полицейских арестантских) высший однодневный состав арестантов доходил до 137678, а среднее ежедневное число заключенных равнялось 98339, тогда как в распоряжении управления имелись всего только 92082 места, не исключая 5822 одиночных камер. Из сведений за 1899 г. видно, что высший однодневный состав доходил до 113610, среднеежедневный до 84162 при 92728 мест в общих помещениях и 6206 одиночных камер. Последняя цифра при сопоставлении её с числом 23738 оставшихся к 1 января 19 0 0 г. следственных арестантов указывает на то, что значительное число тех арестантов, которые по закону обязательно должны содержаться в одиночных камерах, было размещено в общих Т. Переполнение наших Т. объясняется недостатком денежных средств на постройку тюремных зданий по усовершенствованному типу. В 1899 г. из общего бюджета тюремного ведомства в 14146736 руб. на строительные надобности ассигновано было только 1182167 руб., а между тем конвоирование и пересылка арестантов обошлись в 2117467 руб. Арестантские работы у нас, в сравнении с другими государствами, служат самым ничтожным подспорьем государственному казначейству. Общая сумма вырученных от арестантского труда денег за 1899 г. составляла — 1462950 руб., из которых выдано арестантам — 499221 руб., израсходовано на материалы — 145721 руб., перечислено в доход мест заключения — 430807 и внесено в доход казны 389200 руб.
Существующие у нас издавна жестокие дисциплинарные наказания для арестантов смягчены, и то лишь отчасти, в самое последнее время. В 1895 г. сосланные на каторгу и на поселение женщины избавлены от плетей и розог (ср. ст. Ссылка). Наконец законом 23 мая 1901 г. введены в Т. и исправительных отделениях временные правила, установившие следующую постепенность дисциплинарных наказаний: 1) выговор; 2) срочное лишение права чтения, переписки, свиданий и права приобретения на собственные средства съестных припасов; 3) временное воспрещение распоряжаться заработанными деньгами; 4) лишение месячного заработка; 5) временное уменьшение пищи до оставления на хлебе и воде; 6) арест в светлом или темном карцере с применением, в случае буйства, смирительной рубашки; и 7) телесное наказание розгами до 50 ударов для арестантов, которые до осуждения не были по закону изъяты от телесных наказаний. По выработанному министерством юстиции проекту тюремной инструкции это истязание розгами предполагается приводить в исполнение келейно, в присутствии начальства и врача, с возложением обязанности сечения на одного из тюремных надзирателей, по жребию. Проектированная таким образом замена арестантов-палачей тюремными надзирателями подлежит безусловному осуждению. Обязанность, хотя бы по жребию, истязать арестантов неминуемо понизит нравственный уровень низшего тюремного персонала, который и без того далеко не соответствует задачам исправления преступников. В настоящее время в России существуют следующие виды Т.: 1) каторжные, по семи в нерчинской каторге и на о-ве Сахалине; 2) исправительные арестантские отделения; 3) Т. или тюремные замки губернские, областные и уездные; к их числу относятся построенная по системе одиночного заключения петербургская Т. с 895 одиночных камер и 105 общих мест, а также одесская Т. с 408 одиночных камер и 263 общих мест и московская губернская Т. с 360 одиночных камер и 640 общих мест; 4) арестантские помещения при полиции; 5) помещения для осужденных к аресту; 6) находящийся в ведении градоначальника дом неисправных должников в Петербурге; 7) пересыльные Т. и 8) 39 находящихся под высочайшим покровительством исправительных приютов для несовершеннолетних (1900 г.).
Кроме того, в 1899 г. для призрения детей и семейств заключенных существовали 37 различных приютов. С принятием в своё ведение всей тюремной части министерству юстиции предстоит, помимо реорганизации центрального и местного управления тюрьмами, разрешить крайне сложную задачу переустройства наших Т. соответственно положениям закона 11 дек. 1879 г. и основанным на нём предположениям проекта нового уложения. Проект уложения, установив новую лестницу наказаний, вместе с тем требует полного переустройства наших Т. по особой, смешанной системе. Арест (от 1 дня до 6 мес.) должен отбываться в общих помещениях, а по просьбе арестованных, в случае возможности, в одиночных камерах; для наказания Т. (от 2 недель до 1 года) необходимы особые одиночные места заключения, а здания для заточения (от 2 недель до 6 лет), исправительные дома (от 1 ½ года до 6 лет) и каторжные Т. (каторга от 5 до 15 лет или без срока) должны быть устроены таким образом, чтобы при общей дневной работе арестанты подвергались полному разобщению на ночь.

## Таблицы

### Относительная стоимость тюрем разного типа
| Тюрьмы                                                     | Страна           | Год постройки | Количество заключенных | Стоимость в германских марках | Стоимость в германских марках |
| Тюрьмы                                                     | Страна           | Год постройки | Количество заключенных | Общая                         | На одного заключённого        |
| ---------------------------------------------------------- | ---------------- | ------------- | ---------------------- | ----------------------------- | ----------------------------- |
| А) Одиночные тюрьмы.                                       |                  |               |                        |                               |                               |
| а) свыше чем с 200 камер                                   |                  |               |                        |                               |                               |
| Брухзаль                                                   | Баден            | 1848          | 500                    | 1200000                       | 2400                          |
| Лувэн                                                      | Бельгия          | 1869          | 636                    | 1514352                       | 2381                          |
| Христианийская                                             | Норвегия         | 1848          | 252                    | 913000                        | 3623                          |
| Нюрнбергская                                               | Бавария          | 1869          | 400                    | 1647321                       | 4118                          |
| Фрейбургская                                               | Баден            | 1879          | 466                    | 1890000                       | 4056                          |
| Херфорд                                                    | Пруссия          | 1883          | 444                    | 1680000                       | 3784                          |
| Стрелитцкая                                                | Пруссия          | 1888          | 522                    | 1300000                       | 2490                          |
| Глац                                                       | Пруссия          | 1889          | 278                    | 710000                        | 2550                          |
| б) Меньше чем 200 камер                                    |                  |               |                        |                               |                               |
| Тонгр                                                      | Бельгия          | 1844          | 41                     | 121485                        | 2963                          |
| Малмо                                                      | Швеция           | 1855          | 102                    | 150400                        | 1475                          |
| Намур                                                      | Бельгия          | 1876          | 141                    | 657278                        | 4661                          |
| 56 небольших тюрем                                         | Норвегия         | 1860-86       | всего 809              | 3520000                       | 4351                          |
| Б) Тюрьмы со смешанной системой (камеры одиночные и общие) |                  |               |                        |                               |                               |
| а) Большие                                                 |                  |               |                        |                               |                               |
| Ратибор                                                    | Пруссия          | 185           | 1524                   | 1800000                       | 3435                          |
| Рендсбург                                                  | Пруссия          | 1875          | 450                    | 2908150                       | 6462                          |
| Плотцензее                                                 | Пруссия          | 1876          | 1390                   | 6287000                       | 4523                          |
| Пильзен                                                    | Австрия          | 1878          | 965                    | 2620000                       | 2715                          |
| Нантер                                                     | Франция          | 1887          | 1800                   | 12000000                      | 6667                          |
| б) Малые                                                   |                  |               |                        |                               |                               |
| Висбаденская                                               | Пруссия          | 1875          | 124                    | 543695                        | 4384                          |
| Кассельская                                                | Пруссия          | 1873          | 106                    | 592503                        | 5589                          |
| В) Тюрьмы с общим заключением                              |                  |               |                        |                               |                               |
| Оборнская                                                  | Северная Америка | 1820          | 700                    | 1912400                       | 2732                          |
| Галле                                                      | Пруссия          | 1841          | 400                    | 765000                        | 1912                          |
| Инстербург                                                 | Пруссия          | 1835          | 500                    | 629283                        | 1278                          |
| Станислав                                                  | Австрия          | 1883          | 800                    | 1718000                       | 2147                          |

### Арестантские заработки
| Страна. Год.      | Тюрьмы           | Выручено от работ в германских марках | Из этого арестантам | Из этого арестантам | В каком виде предоставляется арестантский заработок |
| Страна. Год.      | Тюрьмы           | Выручено от работ в германских марках | Всего               | %                   | В каком виде предоставляется арестантский заработок |
| ----------------- | ---------------- | ------------------------------------- | ------------------- | ------------------- | --------------------------------------------------- |
| Пруссия. 1885 год | Цухтгаузы        | 3347427                               | 489796              | 14,63               | Награды                                             |
| Пруссия. 1885 год | Тюрьмы           | 1242218                               | 381065              | 30,68               | Награды                                             |
| Австрия. 1883 год | Цухтгаузы        | 891882                                | 236088              | 26,47               | Сверхурочной платы                                  |
| Англия. 1886 год  | Категория тюрьмы | 3285439                               | 142466              | 4,34                | Награды                                             |
| Англия. 1886 год  | Тюрьмы           | 1324695                               | 145505              | 10,98               | Награды                                             |
| Франция. 1882 год | Maisons centrale | 3876838                               | 1727510             | 44,56               | Выдачи определённой части (pécule de detenus)       |
| Франция. 1882 год | Тюрьмы           | 2045021                               | 1075092             | 52,57               | Выдачи определённой части (pécule de detenus)       |
| Голландия         | Цухтгаузы        | 159822                                | 74963               | 46,90               | Заработной платы                                    |
| Голландия         | Тюрьмы           | 32744                                 | 21127               | 64,52               | Заработной платы                                    |
| Норвегия          | Цухтгаузы        | 230668                                | 26092               | 11,31               | Пособия при освобождении                            |

### Количество арестантов, подследственных, отбывающих срок наказания, и других категорий, в России, за 1899 год
| Места заключения                      | За 1899 год в разное время поступило | За 1899 год в разное время поступило | За 1899 год в разное время поступило | С присоединением остатка арестантов к 1 января 1899 года разновременно, за 1899 год содержалось | С присоединением остатка арестантов к 1 января 1899 года разновременно, за 1899 год содержалось | С присоединением остатка арестантов к 1 января 1899 года разновременно, за 1899 год содержалось | Наличность к 1 января 1900 года | Наличность к 1 января 1900 года | Наличность к 1 января 1900 года |
| Места заключения                      | мужчин                               | женщин                               | всего                                | мужчин                                                                                          | женщин                                                                                          | всего                                                                                           | мужчин                          | женщин                          | всего                           |
| ------------------------------------- | ------------------------------------ | ------------------------------------ | ------------------------------------ | ----------------------------------------------------------------------------------------------- | ----------------------------------------------------------------------------------------------- | ----------------------------------------------------------------------------------------------- | ------------------------------- | ------------------------------- | ------------------------------- |
| Тюрьмы общего устройства *)           | 414339                               | 58005                                | 472344                               | 474383                                                                                          | 64219                                                                                           | 538602                                                                                          | 59206                           | 6200                            | 65406                           |
| Тюрьмы Привислянского края            | 41252                                | 8268                                 | 49510                                | 46774                                                                                           | 9452                                                                                            | 56226                                                                                           | 5111                            | 1098                            | 6209                            |
| Исправительные арестантские отделения | 8195                                 | —                                    | 8195                                 | 17206                                                                                           | —                                                                                               | 17206                                                                                           | 9741                            | —                               | 9741                            |
| Каторжные тюрьмы                      | 2819                                 | 96                                   | 2915                                 | 6089                                                                                            | 395                                                                                             | 6484                                                                                            | 3869                            | 326                             | 4195                            |
| Пересыльные                           | 65986                                | 11940                                | 77926                                | 69426                                                                                           | 12616                                                                                           | 82042                                                                                           | 3926                            | 664                             | 4590                            |
| Всего                                 | 532591                               | 78299                                | 610890                               | 613878                                                                                          | 86682                                                                                           | 700560                                                                                          | 81853                           | 8288                            | 90141                           |

* Сюда включены и арестные полицейские дома.

### Однодневный состав в больших (свыше 500 арестантов) тюрьмах России
| Места заключения                       | Число мест | Число мест | Однодневный состав в 1899 году | Однодневный состав в 1899 году | К 1 января 1900 года арестантов |
| Места заключения                       | Общих      | Одиночных  | Средний                        | Высший                         | К 1 января 1900 года арестантов |
| -------------------------------------- | ---------- | ---------- | ------------------------------ | ------------------------------ | ------------------------------- |
| С.-Петербургская тюрьма                | 105        | 895        | 900                            | 982                            | 822                             |
| Дом предварительного заключения в СПб. | 239        | 299        | 605                            | 623                            | 598                             |
| Московская губернская                  | 640        | 360        | 1033                           | 1109                           | 1048                            |
| Томская                                | 955        | 4          | 582                            | 615                            | 526                             |
| Самарская                              | 480        | 420        | 652                            | 817                            | 779                             |
| Нижегородская                          | 612        | 10         | 374                            | 560                            | 402                             |
| Киевская                               | 550        | 46         | 854                            | 1039                           | 904                             |
| Петроковская                           | 589        | 6          | 663                            | 745                            | 702                             |
| Ковенская                              | 553        | 26         | 238                            | 272                            | 245                             |
| Харьковская                            | 559        | 16         | 614                            | 769                            | 548                             |
| Иркутская                              | 700        | 11         | 942                            | 1130                           | 1003                            |
| Одесская                               | 263        | 408        | 579                            | 838                            | 517                             |